# Trịnh Hồng Dương
Trịnh Hồng Dương (1938-2008) là một chính trị gia và thẩm phán người Việt Nam. Ông từng là Chánh án Tòa án nhân dân Tối cao, đại biểu Quốc hội Việt Nam khóa IX và khóa X.

## Tiểu sử
Ông sinh ngày 16/8/1938 tại thị xã Ninh Bình (nay là thành phố Ninh Binh), tỉnh Ninh Bình; quê quán xã Đức Tùng (nay là xã Tùng Châu), huyện Đức Thọ, tỉnh Hà Tĩnh.
Ông có bằng Tiến sĩ luật hình sự, ông bảo vệ luận án tiến sĩ năm 1979 tại Liên Xô, với tên đề tài là "Việc bảo vệ pháp lý hình sự về tài sản xã hội chủ nghĩa ở nước Cộng hòa xã hội chủ nghĩa Việt Nam"
Ông học trường Cán bộ Tòa án, sau đó trải qua các công tác: giáo viên Trường cán bộ Tòa án, cán bộ nghiên cứu của Tòa Hình sự, cán bộ Vụ tổng hợp, rồi trở thành Thẩm phán, lên đến Phó Chánh án (1983), rồi Chánh án TAND TP. Hà Nội. Tiếp theo là chính tòa hình sự, Phó Chánh án, rồi Chánh án TANDTC (1997 - 2002).
Theo thông tin của trang tin báo Nhân Dân về việc ông từ trần thì ông giữ chức Chánh án TANDTC đến tháng 6 năm 2002, tức là trước khi hết nhiệm kỳ Chính phủ và Quốc hội khóa X.
Ông qua đời vào ngày 16/2/2008 (tức ngày 10 tháng 1 năm Mậu Tý), không lâu sau lễ mừng thọ 70 tuổi.
Ông được trao tặng Huân chương Độc lập hạng nhì, Huân chương Lao động hạng nhất, Huân chương Kháng chiến chống Mỹ cứu nước hạng ba và nhiều phần thưởng cao quý khác.